# Татарская слобода Минска

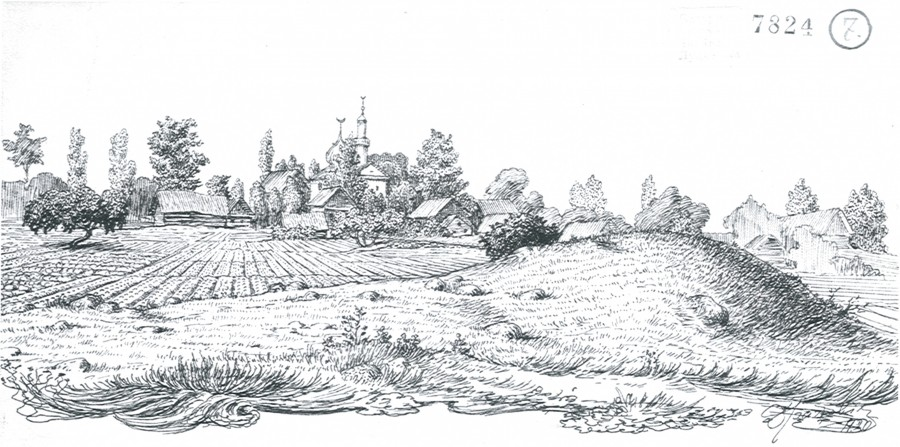
Татарская Слобода. Язэп Драздович, 1920 год

Татарская слобода (бел. Татарская Слабада) — историческая местность Минска, расположенная в северо-западной части города.
На западе от Татарской слободы находятся Тучинка и Кальвария, на севере — Михалянка, Людамонт и Старостинская Слобода, на востоке — Троицкое предместье, на юге — Раковское предместье.

## История
В результате археологических раскопок 1945 года на территории урочища Миколка, расположенного на левом берегу реки Немига, были обнаружены остатки древнего жилища, предметы быта и культурный слой XII—XIII веков. Эти находки свидетельствуют о существовании здесь пригородского поселения. 
Название местности возникло в связи с поселением здесь в начале XVI века взятых в плен татар, которые участвовали в набегах на белорусские земли и были разбиты под Клецком в 1506 году (бытует мнение, что массовое поселение пленных татар в Минске возникло гораздо раньше, еще во времена великого князя Витовта).
В 1946 году археологи во главе с Василием Родионовичем Тарасенко проводили раскопки на левом берегу бывшей реки Немига, в урочище Миколка (в 250 м к северу от Минского замчища). Были найдены 3 небольших кургана с погребальным обрядом ингумации без вещей. Под насыпями курганов и около них был обнаружен культурный пласт толщиной более 1 м XII—XIII веков, а также найдены остатки землянки, глиняной посуды, железного ключа и прочей утвари. Рядом откопана печь для обжига глиняной посуды с 900 черепками горшков разных форм и размеров. Археологическими раскопками установлено, что с XII по XIII век здесь располагалось одно из древних поселений города, позже на его месте возникло кладбище. Все это было отнесено к части города, улица которой называлась Пятницкой. Из-за многочисленных весенних паводков местные жители покидали это место, переселяясь подальше от берега Свислочи, где возникла Татарская слобода. Оставшиеся участки заболачивались, позже их стали засеивать.
В 1983 году на улице Димитрова (бывшая Большая Татарская), Замковой и Освобождения были проведены археологические исследования археологом Валентином Соболем. Раскопки подтвердили, что Татарская слобода была заселена во второй половине XV века. Была найдена разнообразная глиняная посуда: расписные ангобы, глазурованные тарелки XVII века, миски, кувшины, макотры и горшки. На месте деревянного дома XVII века найдены остатки кафельной печи, собрана коллекция горшечного и коробчатого изразца. Последняя была украшена растительными, зооморфными и геометрическими узорами. Интересными находками являются глиняная игрушка-свистулька в виде лебедя, гончарное ласкало, керамическая шашка и другие предметы. Среди найденных изделий из железа были ножи, трехшипные подковки для каблуков и ключ, а также остатки стаканов XVI—XVII веков и аптечная посуда.
В 1987 году во время земляных работ между Дворцом спорта и берегом Свислочи были найдены бытовая керамика XVI—XIX веков, кафель с зеленой глазурью, остатки горшков XVII-XVIII веков и другие предметы. Результаты раскопок хранятся в Институте истории НАНБ.
В начале XX века Татарская слобода была типичной окраиной Минска, застроенной преимущественно деревянными зданиями. Территорию болотистой низменности между Слободой и Свислочью занимали огороды, где выращивали специально для городских рынков овощи и фрукты.

## Галерея

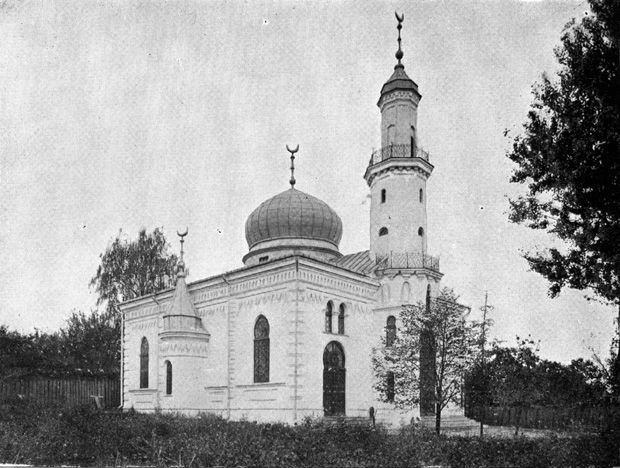
Татарская мечеть
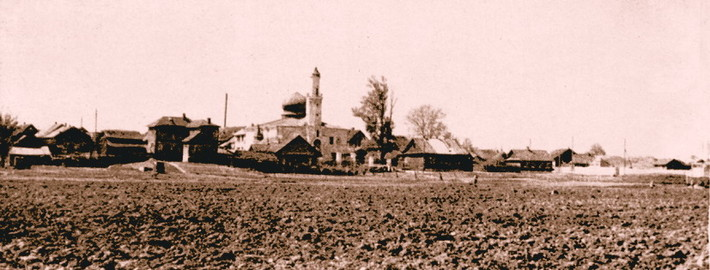
Татарская слобода, 1947 год